# Natalie van Gogh
Natalie van Gogh (Nieuw-Vennep, Haarlemmermeer, 14 de setembre de 1974) és una ciclista neerlandesa professional des del 2012, actualment a l'equip Parkhotel Valkenburg-Destil.
Nascuda com a home, el 2005 va realitzar una operació de canvi de sexe.

## Palmarès en ruta
- 2015
  - 1a al Trofeu Maarten Wynants
  - Vencedora d'una etapa a la Volta a Bèlgica

## Palmarès en pista
- 2009
  -  Campiona dels Països Baixos en scratch